# Psilonyx minimensis
Psilonyx minimensis là một loài ruồi trong họ Asilidae. Psilonyx minimensis được Matsumura miêu tả năm 1916.